# Julie Eizenberg
Julie Eizenberg (geboren 1964 in Melbourne) ist eine australisch-US-amerikanische Architektin.

## Leben

### Ausbildung
Eizenberg studierte Architektur an der Universität Melbourne in Australien, wo sie 1978 mit dem Bachelor abschloss. Anschließend zog sie in die Vereinigten Staaten um und vervollständigte ihr Studium an der University of California in Berkeley.

### Lehrtätigkeiten
Sie lehrte unter anderem an der Harvard Graduate School of Design (GSD) in Cambridge (Massachusetts), der University of California, Los Angeles (UCLA) und der Yale School of Architecture in New Haven (Connecticut). Seit 2003 ist sie Dozentin am Southern California Institute of Architecture (SCI-Arc) in Los Angeles, Kalifornien.

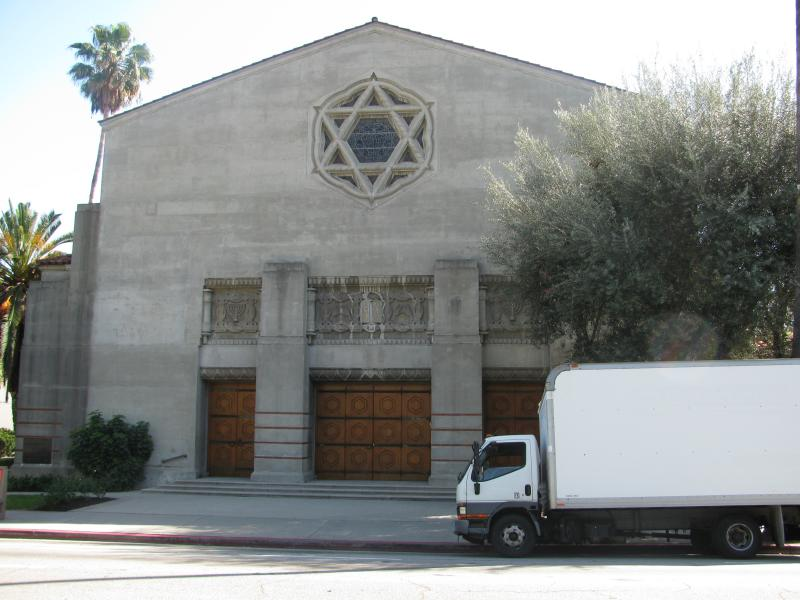
Temple Israel of Hollywood.

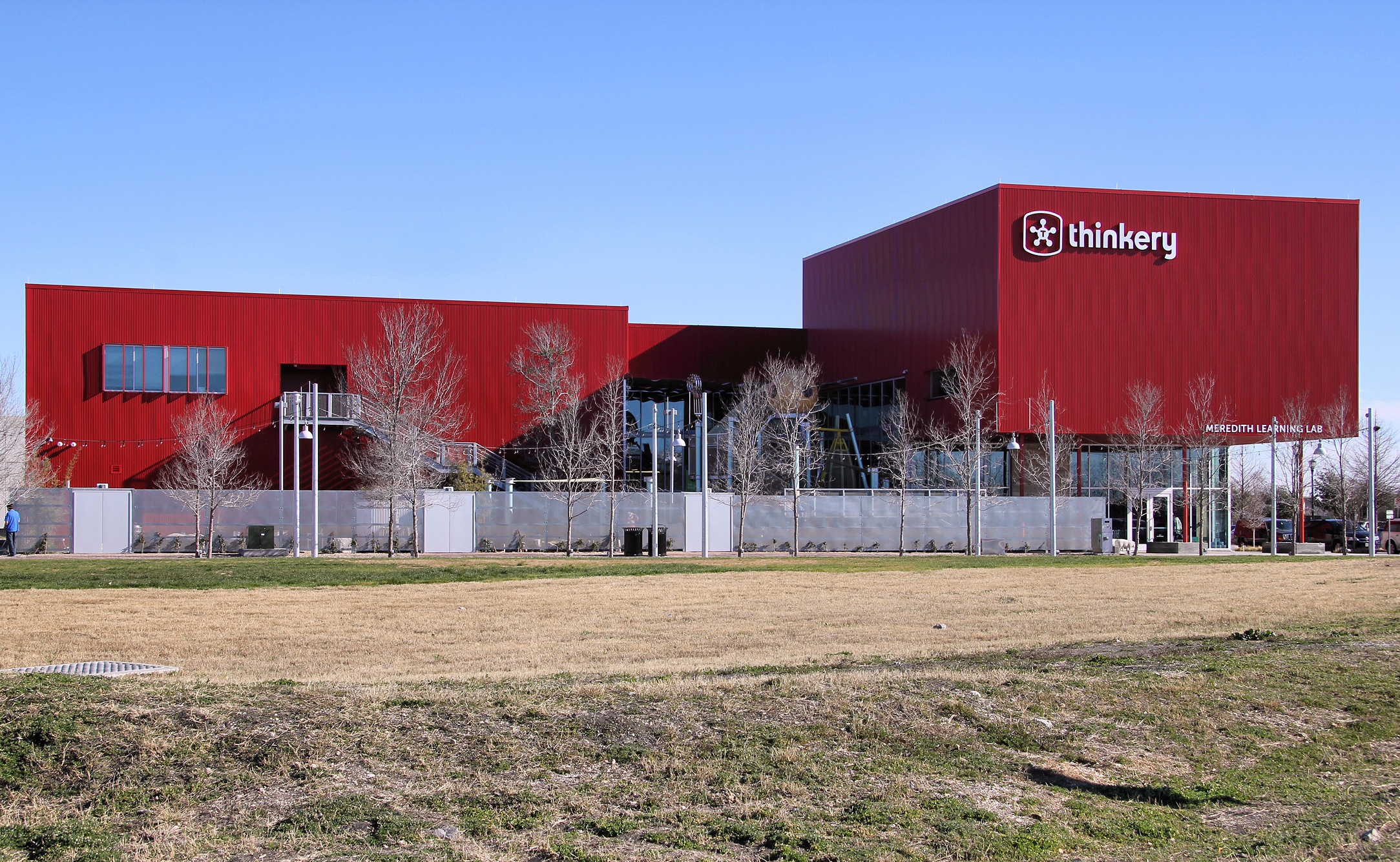
The Thinkery, Austin, Texas.

### Koning Eizenberg Architecture
Mit Hank Koning gründete Eizenberg in Santa Monica, Kalifornien, das Architekturbüro Koning Eizenberg Architecture (KEA). Das Büro spezialisierte sich auf Wohnungsbauten und Bildungseinrichtungen. Gleichzeitig wird das Thema Nachhaltigkeit und Wiederverwertung bzw. Restaurierung groß geschrieben. Leitfragen ihres Schaffens formulieren Koning Eizenberg Architecture auf ihrer Profilseite:

„What if we view architecture as a social medium?
How can we make space where all people feel welcome?
Shouldn't we provide dignity at any income level?
Isn't sustainability just common sense?“

### Pico Branch Library
Eines der ausgezeichneten Projekte, das für das Konzept Nachhaltigkeit und Förderung von Gemeinschaft steht, ist das Projekt Pico Branch Library. Die Bibliothek steht seit 2014 in Santa Monica, Kalifornien. Ihre Gestaltung wurde gemeinsam mit der Gemeinde Pico in öffentlichen Design-Workshops entwickelt. Das führte architektonisch zu einem integrativen Design und praktisch zu einem interaktiven Bildungsangebot: Die Bibliothek ist Dienstleister für das Ausleihen von Büchern und Medien und zugleich Treffpunkt für die Einwohner. Sie liegt in einem Park zwischen einem Wohngebiet mit einkommensschwachen Familien und einer Einfamilienhaussiedlung. Damit soll ein bis dahin menschenleerer Raum wiederbelebt werden. Die Bibliothek hat durch große Glasflächen Transparenz nach allen Seiten. Übergroße Oberlichter sind nach Norden ausgerichtet und verstärken das Tageslicht nur soweit es notwendig ist. Das auskragende Dach trägt Photovoltaik-Paneele und dient gleichzeitig zum Auffangen von Regenwasser. Daher hat die Bibliothek eine LEED-Zertifizierung in Platin erhalten. Über das Dach ist das Bibliotheksgebäude mit einem Versammlungsraum verbunden. Regelmäßig findet unter Baumreihen neben der Bibliothek ein Bauernmarkt statt.

## Auszeichnungen
Unabhängig von Projekten erhielt das Architekturbüro Koning Eizenberg Architecture (KEA) folgende Preise:
- 2004: Residential Architect Leadership Awards, Firm of the Year
- 2007: Forumfest V, Los Angeles Forum for Architecture & Urban Design
- 2009:  American Institute of Architects (AIA) California Council, Firm of the Year Award
- 2015: #6 in Design, Architect 50
- 2020: American Academy of Arts and Letters Architecture Award

Hanks Koning und Julie Eizenberg erhielten folgende Auszeichnungen:
- 2012: Goldmedaille des American Institute of Architecture (AIA) Los Angeles[1]
- 2019: Goldmedaille des Australian Institute of Architects – der höchste Architekturpreis in Australien[1][5]

Julie Eizenberg erhielt 2016 die Ehrendoktorwürde der Universität Melbourne. Sie ist Mitglied des American Institute of Architects (FAIA) und (RAIA).

## Projekte und Preise
Projekte, für die Koning Eizenberg Architecture Preise erhalten hat:
- 2012: 28th Street Apartments, Los Angeles, California. Preise 2013: International Award Finalist des Australian Institute of Architecture, Historic Preservation Award der Stadt Los Angeles, California Preservation Award und Council Merit Award des American Institute of Architects (AIA) California. Preise 2014: Housing And Community Design Award von AIA und HUD Secretary, National Housing Award des AIA. Preis 2016: Architizer A+ Jury’s Choice Award: Architecture + Preservation.
- 2013: The Thinkery, Austin, Texas, LEED Silver von Leadership in Energy and Environmental Design. Preise  2014: ABJ Commercial Rest Estate Award - Community Impact, Design Award der Texas Society Of Architects. Preis 2016: ULI Austin Impact Award: Public Places.
- 2014: Pico Branch Library, Santa Monica, California, LEED Platinum. Preise 2015: Los Angeles Business Council Award, Westside Urban Forum Award, New Landmark Libraries Award, Australian Institute of Architects International Award, Public Architecture, Australian Institute of Architects Jørn Utzon Award, USGBC-LA Water Efficiency Honor Award, USGBC-LA Innovation in Design Honor Award, USGBC-LA Project of the Year, Architect’s Newspaper Best of Civic Design. Preise 2016: AIA Los Angeles COTE Merit Award, AIA | ALA National Library Building Award.
- 2014: Belmar Apartments, Santa Monica, California. Fertigstellung 2014. Preise 2014: AIA California Council Honor Award, USGBC Sustainable Innovation Award. Preise 215: Westside Urban Forum Award, Los Angeles Business Council Community Impact Award, AIA California Council Urban Design Award. Preise 2016: Gold Nugget Best Affordable Housing Community Merit Award, Chicago Athenaeum American Architecture Awards, Urban Land Institute Global Award For Excellence.
- 2015: See Through House, Santa Monica, California. Preise 2015: 2015 AIA California Council Honor Award. Preis 2016: AIA Los Angeles Residential Architecture Award.
- 2016: Temple Israel of Hollywood, Hollywood, California. Preise 2016: Faith and Form Award, Architect’s Newspaper Best of Building Renovation Honorable Mention. Preise 2017: Westside Urban Forum Public: Institutional Merit Award, Australian Institute of Architects: Commendation for Public Architecture. Preis 2018: Los Angeles Building Council Renovated Buildings Award.
- 2018: Geffen Academy of UCLA, Los Angeles, California, LEED Gold. Preis 2019: Association for Learning Environments (A4LE) Southern California Chapter 2019 Award of Excellence Renovation. Preis 2020: National Education Facility Design Award von AIA.
- 2018: The Arroyo, Santa Monica, California. Preise 2019: AIA|LA Design Award (COTE LA), USGBC-LA Sustainability Innovation Merit Award. Preis 2020: USGBC LEED Homes Award: Outstanding Affordable Project, Australian Institute of Architects: Jorn Utzon Award.[6] Preis 2021: AIA National Housing Award.[7]
- 2019: MuseumLab, Pittsburgh, Pennsylvania, LEED Gold. Preise 2018: ULI Pittsburgh, Award of Excellence / Visionary Place. Preise 2019: MBA Excellence in Construction >$10 Million Renovation Finalist. Preise 2020: Pennsylvania Historic Preservation, Construction: Rehabilitation, RAIA International Award for Sustainable Architecture, RAIA International Award for Heritage Architecture, Architizer A+ Awards, Jury Winner, Architizer A+ Awards Honoree, Project of the Year, AIA Pittsburgh Silver Award, Chicago Athenaeum: The American Architecture Award.
- 2021: Flor Lofts, Los Angeles, California. Preise 2021: Los Angeles Design Award des AIA, LABC Architecture Award in der Kategorie Multi-Family Affordable Housing, Council Merit Award des AIA Kalifornien, Architizer A+ Awards, Popular Choice Vote for Multi-Unit Housing Low-Rise, Silver Award for Affordable Housing LABJ Commercial Real Estate Awards.

## Veröffentlichungen
- Mit Aaron Betsky; Koning Eizenberg Architecture: Koning Eizenberg. Buildings. Rizzoli, New York 1996.
- Architecture lecture series.: Julie Eizenberg. Architecture lecture series (= Architekturvorlesungen). DVD-Video. Mit einer Einleitung von Thomas Barrie. NCSU College of Design, Raleigh N.C. 2007, OCLC 123760700.
- Mit Koning Eizenberg architecture.: Architecture isn't just for special occasions. Monacelli, New York 2006, ISBN 978-1-58093-170-0.
- Urban hallucinations. Koning Eizenberg architecture. Drei Bände. Oro Editions, New York 2017, ISBN 978-1-939621-44-3.
- Mit Hank Koning: The language of the prairie. Frank Lloyd Wright's prairie houses. Pion, London 1981, OCLC 24895561.
- Recent Work. Downloadbares Archivmaterial aus Vorlesungen 2007. 2007, OCLC 879380811.
- Next week. Material von Vorlesungen an der University of California, Berkeley. College of Environmental Design. 2001, OCLC 49060207. A lecture by Julie Eizenberg co-founder of Koning Eizenberg Architecture of Santa Monica, California which has become well known for small buildings including affordable housing, community and recreation centers, schools, custom homes, hotels, stores and work places. Julie Eizenberg and her partner have refocused architects' attention on the design potential of socially responsible projects by demonstrating architectural excellence in the design of many tight budget affordable housing projects and community buildings. The result is innovative architecture with a rare kind of humanism
- Fabrications. DVD-Video. Syracuse University School of Architecture, Syracuse, N.Y. 2005, OCLC 62310500.
- Mit Department of Architecture and Building: Substandard housing in North Melbourne. ca. 1979. Melbourne, OCLC 432609897.
- Material practice. In: Danelle Briscoe, Scott Marble (Hrsg.): Beyond BIM. Architecture information modeling. Routledge, Taylor & Francis Group, London / New York 2016, ISBN 978-1-315-76899-1.
- Practice - Architecture isn't just for special occasions. Julie Eizenberg makes a case for infusing the design of everyday spaces with the needs and desires of urban dwellers. In: Architecture. The AIA journal. Band 95, Nr. 4, 2006, ISSN 0746-0554, S. 29.